# Adrian Smiseth Sejersted
Adrian Smiseth Sejersted (ur. 16 lipca 1994 w Bærum) – norweski narciarz alpejski, brązowy medalista mistrzostw świata, trzykrotny medalista mistrzostw świata juniorów.

## Kariera
Po raz pierwszy na arenie międzynarodowej Adrian Smiseth Sejersted pojawił się 20 listopada 2009 roku w Geilo, gdzie w zawodach juniorskich zajął 43. miejsce w gigancie. W 2011 roku zdobył brązowy medal w slalomie podczas olimpijskiego festiwalu młodzieży Europy w Libercu. Rok później wystartował na mistrzostwach świata juniorów w Roccaraso, zajmując ósme miejsce w zjeździe oraz dziewiąte w supergigancie. Największe sukcesy w tej kategorii wiekowej osiągnął na mistrzostwach świata juniorów w Jasnej w 2014 roku, zwyciężając w zjeździe i zdobywając srebrny medal w superkombinacji. Smiseth Sejersted wywalczył także brązowy medal w supergigancie na mistrzostwach świata juniorów w Quebecu w 2013 roku. W zawodach tych wyprzedzili go tylko Austriak Thomas Mayrpeter oraz Nils Mani ze Szwajcarii.
W zawodach Pucharu Świata zadebiutował 12 marca 2014 roku w Lenzerheide, gdzie zajął czternaste miejsce w biegu zjazdowym. Tym samym już w swoim debiucie zdobył pierwsze pucharowe punkty. Był to jego jedyny start w zawodach tego cyklu w sezonie 2013/2014. Ostateczne zajął 113. miejsce w klasyfikacji generalnej. Pierwszy raz na podium zawodów pucharowych stanął 12 grudnia 2020 roku w Val d’Isère, kończąc rywalizację w supergigancie na drugiej pozycji. Rozdzielił tam Mauro Caviezela ze Szwajcarii i Austriaka Christiana Waldera.
W 2025 roku brał udział w mistrzostwach świata w Saalbach, gdzie wywalczył brązowy medal w supergigancie. Wyprzedzili go jedynie Szwajcar Marco Odermatt i Austriak Raphael Haaser. Trzy lata wystartował na igrzyskach olimpijskich w Pekinie, gdzie był między innymi czwarty w supergigancie. Walkę o medal przegrał tam ze swym rodakiem Aleksandrem Aamodtem Kilde o 0,32 sekundy. Był tam również jedenasty w zjeździe.
Jego siostra, Lotte Smiseth Sejersted, również uprawia narciarstwo alpejskie.

## Osiągnięcia

### Igrzyska olimpijskie
| Miejsce | Dzień    | Rok  | Miejscowość | Konkurencja | Czas biegu | Strata | Zwycięzca      |
| ------- | -------- | ---- | ----------- | ----------- | ---------- | ------ | -------------- |
| 11.     | 7 lutego | 2022 | Pekin       | Zjazd       | 1:42,69    | +1,13  | Beat Feuz      |
| 4.      | 8 lutego | 2022 | Pekin       | Supergigant | 1:19,94    | +0,74  | Matthias Mayer |

### Mistrzostwa świata
| Miejsce | Dzień     | Rok  | Miejscowość        | Konkurencja     | Czas biegu | Strata | Zwycięzca         |
| ------- | --------- | ---- | ------------------ | --------------- | ---------- | ------ | ----------------- |
| 7.      | 6 lutego  | 2019 | Åre                | Supergigant     | 1:24,20    | +0,50  | Dominik Paris     |
| 14.     | 9 lutego  | 2019 | Åre                | Zjazd           | 1:19,98    | +1,20  | Kjetil Jansrud    |
| 16.     | 11 lutego | 2019 | Åre                | Superkombinacja | 1:47,71    | +2,02  | Alexis Pinturault |
| DNF1    | 7 lutego  | 2023 | Courchevel/Méribel | Kombinacja      | 1:53,31    | -      | Alexis Pinturault |
| 7.      | 9 lutego  | 2023 | Courchevel/Méribel | Supergigant     | 1:07,22    | +0,62  | James Crawford    |
| 16.     | 12 lutego | 2023 | Courchevel/Méribel | Zjazd           | 1:47,05    | +1,58  | Marco Odermatt    |
| 3.      | 7 lutego  | 2025 | Saalbach           | Supergigant     | 1:24,57    | +1,15  | Marco Odermatt    |

### Mistrzostwa świata juniorów
| Miejsce | Dzień     | Rok  | Miejscowość | Konkurencja     | Czas biegu | Strata | Zwycięzca               |
| ------- | --------- | ---- | ----------- | --------------- | ---------- | ------ | ----------------------- |
| 8.      | 2 marca   | 2012 | Roccaraso   | Zjazd           | 1:11,99    | +1,30  | Ryan Cochran-Siegle     |
| 9.      | 3 marca   | 2012 | Roccaraso   | Supergigant     | 1:02,73    | +1,11  | Ralph Weber             |
| 14.     | 22 lutego | 2013 | Québec      | Zjazd           | 1:30,95    | +2,12  | Nils Mani               |
| 3.      | 24 lutego | 2013 | Québec      | Supergigant     | 58,49      | +0,41  | Thomas Mayrpeter        |
| 27.     | 25 lutego | 2013 | Québec      | Gigant          | 2:20,75    | +4,14  | Aleksander Aamodt Kilde |
| DNF1    | 26 lutego | 2013 | Québec      | Slalom          | 1:59,40    | -      | Manuel Feller           |
| 2.      | 26 lutego | 2014 | Jasná       | Superkombinacja | 2:21,69    | +0,05  | Matteo de Vettori       |
| 6.      | 26 lutego | 2014 | Jasná       | Supergigant     | 1:30,63    | +0,34  | Marco Schwarz           |
| 1.      | 2 marca   | 2014 | Jasná       | Zjazd           | 1:17,31    | -      | -                       |
| 8.      | 4 marca   | 2014 | Jasná       | Gigant          | 2:03,14    | +3,60  | Henrik Kristoffersen    |

### Puchar Świata

#### Miejsca w klasyfikacji generalnej
- sezon 2013/2014: 113.
- sezon 2014/2015: -
- sezon 2015/2016: 133.
- sezon 2016/2017: 76.
- sezon 2017/2018: 63.
- sezon 2018/2019: 34.
- sezon 2019/2020: 64.
- sezon 2020/2021: 52.
- sezon 2021/2022: 64.
- sezon 2022/2023: 40.
- sezon 2023/2024: 47.
- sezon 2024/2025:

#### Miejsca na podium w zawodach
1. Val d’Isère – 12 grudnia 2020 (supergigant) - 2. miejsce
2. Bormio – 29 grudnia 2020 (supergigant) - 3. miejsce